# Zhengzhou
Zhengzhou (vereenvoudigd Chinees: 郑州; traditioneel Chinees: 鄭州; pinyin: Zhèngzhōu), vroeger Zhengxian en Chengchow, is de provinciehoofdstad van de provincie  Henan van de Volksrepubliek China. De stad had 6.400.000 inwoners in 2020, de metropool telt 10.300.000 inwoners.
De stad is bekend vanwege de Foxconn-fabriek, waar de iPhones van Apple worden geproduceerd. 

## Partnersteden
- Saitama (Japan), sinds 1981
- Richmond (Verenigde Staten), sinds 1994
- Cluj-Napoca (Roemenië), sinds 1995
- Jinju (Zuid-Korea), sinds 2000
- Mariental (Namibië), sinds 2001
- Irbid (Jordanië), sinds 2002
- Samara (Rusland), sinds 2002
- Joinville (Brazilië), sinds 2003
- Schwerin (Duitsland), sinds 2006
- Sjoemen (Bulgarije), sinds 2007
- Napels (Italië), sinds 2007
- Mahiljow (Wit-Rusland), sinds 2007

## Galerij

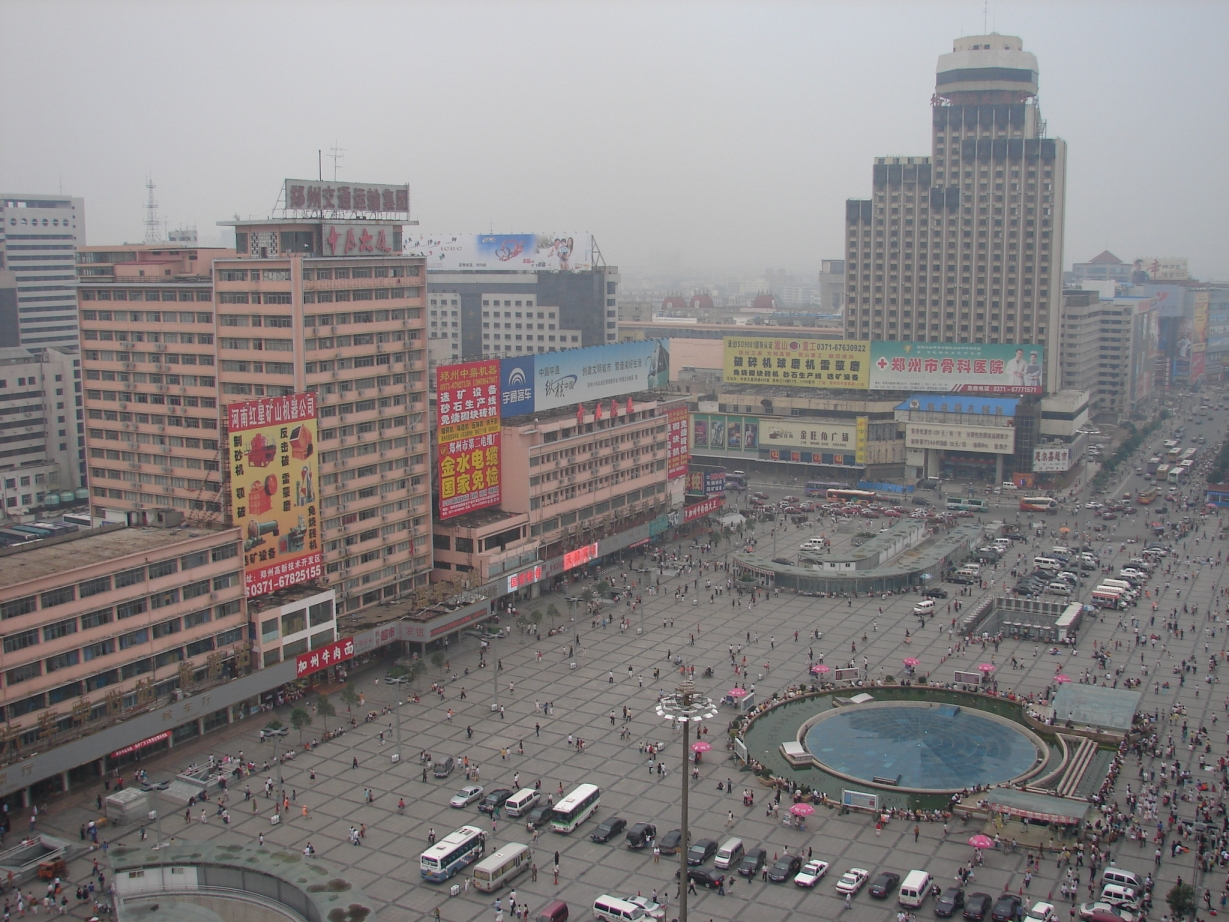
Station van Zhengzhou